# Чамурлія-де-Жос
Чамурлія-де-Жос (рум. Ceamurlia de Jos) — село у повіті Тулча в Румунії. Адміністративний центр комуни Чамурлія-де-Жос.
Село розташоване на відстані 210 км на схід від Бухареста, 49 км на південь від Тулчі, 63 км на північ від Констанци, 93 км на південний схід від Галаца.

## Населення
За даними перепису населення 2002 року у селі проживали 1258 осіб. Рідною мовою 1255 осіб (99,8%) назвали румунську.
Національний склад населення села:
| Національність | Кількість осіб | Відсоток |
| -------------- | -------------- | -------- |
| румуни         | 1208           | 96,0%    |
| цигани         | 48             | 3,8%     |